# Midyphil Billones
Midyphil Bermejo Billones (ur. 4 lipca 1969 w Pan-ay) – filipiński duchowny katolicki, w latach 2019–2025 biskup pomocniczy Cebu, arcybiskup metropolita archidiecezji Jaro od 2025.

## Życiorys

### Prezbiterat
Święcenia kapłańskie otrzymał 2 października 1995 i został inkardynowany do archidiecezji Jaro. Pełnił funkcje m.in.  sekretarza biskupiego, wicekanclerza kurii, a także wicerektora i rektora seminarium.

### Episkopat
16 lipca 2019 papież Franciszek mianował go biskupem pomocniczym archidiecezji Cebu oraz biskupem tytularnym Tagarata. Sakry udzielił mu 27 sierpnia 2019 arcybiskup Jose Romeo Lazo.
2 lutego 2025 został mianowany arcybiskupem metropolitą archidiecezji Jaro. Ingres odbył 2 kwietnia 2025. Paliusz otrzymał z rąk papieża Leona XIV w dniu 29 czerwca 2025.